# St. Marien (Engerode)

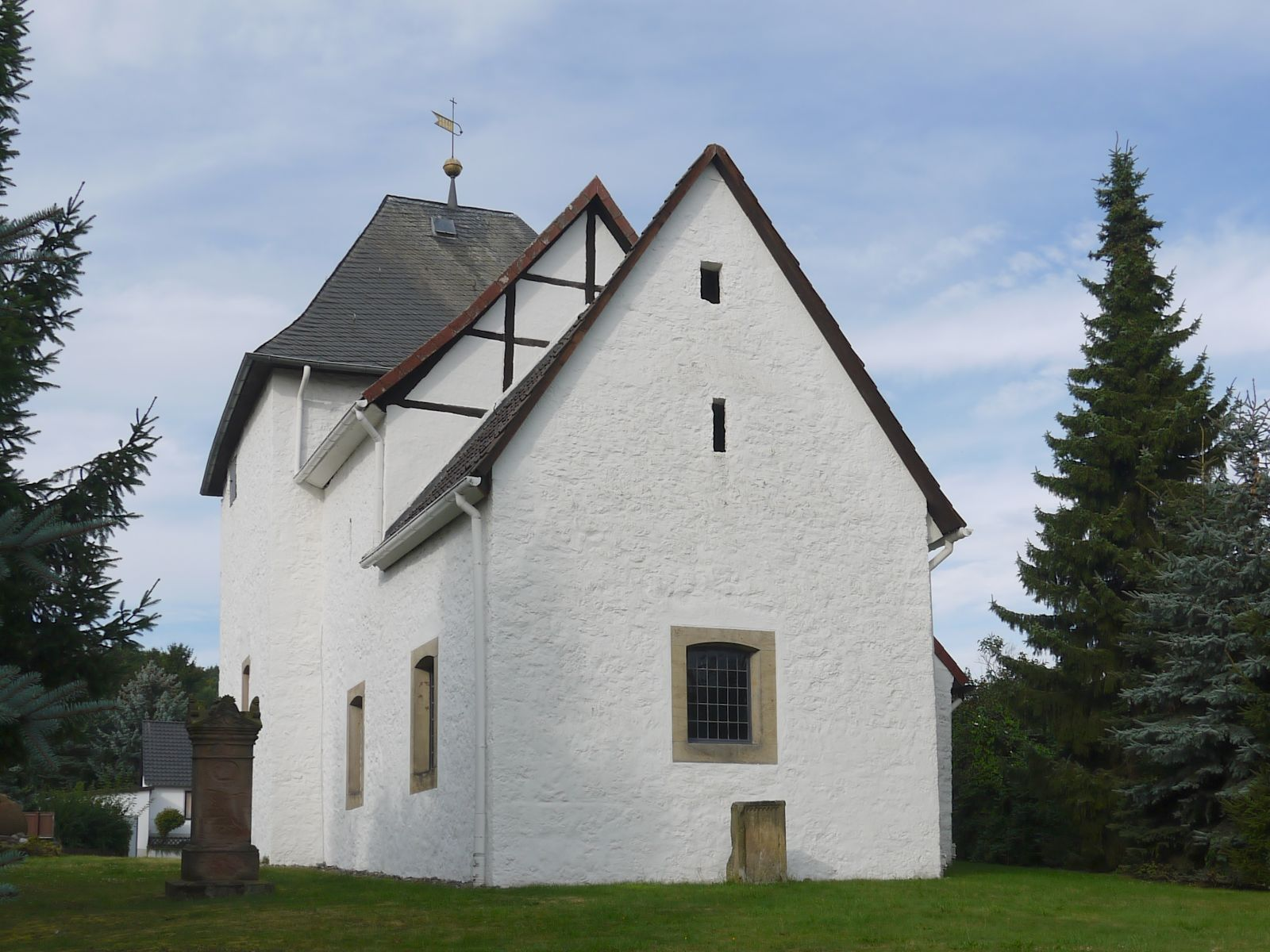
St.-Marien-Kirche in Salzgitter-Engerode – Ansicht von Osten

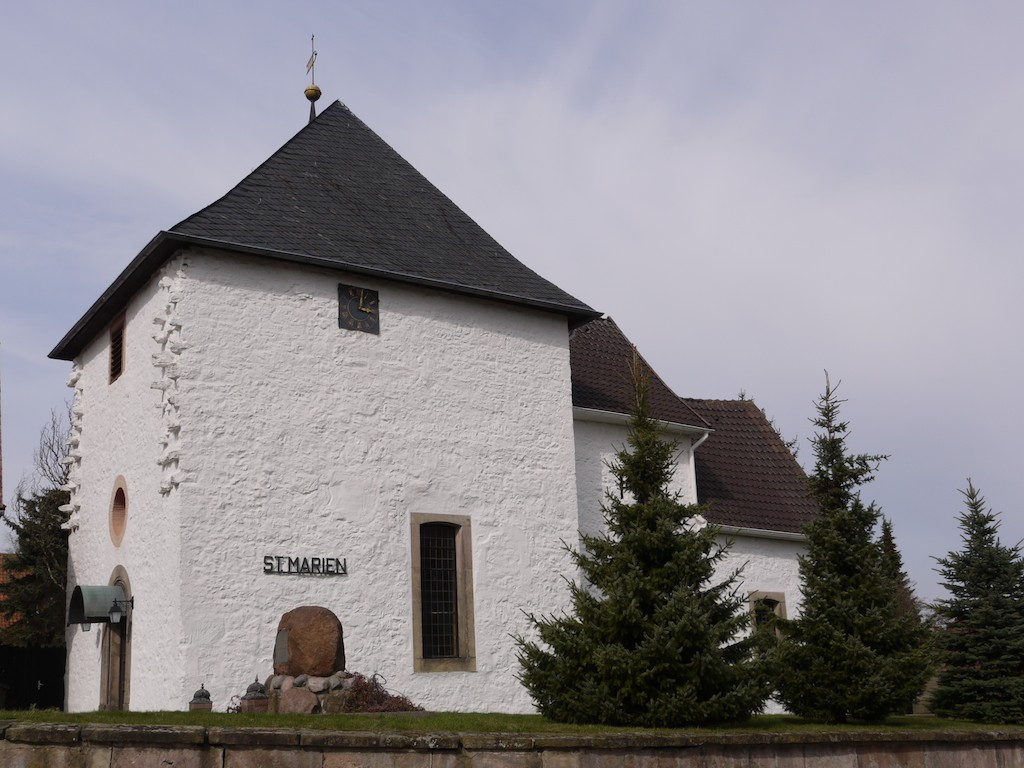
St.-Marien-Kirche in Salzgitter-Engerode – Ansicht von Süden

Die evangelisch-lutherische St.-Marien-Kirche von Engerode ist die älteste heute noch erhaltene Kirche Salzgitters und eine der ältesten Wallfahrtskirchen Niedersachsens. Bekannt ist die Kirche über die Grenzen der Stadt hinaus durch ihre gotischen Gewölbe- und Wandmalereien, die in mehreren Gemälden Stationen aus dem Leben Christi darstellen.

## Geschichte
Die Christianisierung der Gegend um Engerode begann im 8. oder 9. Jahrhundert durch Mönche aus Fulda. Um diese Zeit wurde auch das heutige Engerode als Rodungsort im Salzgitter-Höhenzug gegründet. Der Ort selbst wurde erst 1234 erstmals schriftlich erwähnt. Zu der Zeit gab es hier schon ein Rittergeschlecht, dessen Name sich von dem Ort herleitete – also die Herren von Engerode oder Oddingerode, wie der Ort damals genannt wurde. Auf diesem Hof erbaute der damalige Ritter Thietmar von Engerode im Jahre 1236 eine Kapelle, die er der Jungfrau Maria weihte. Zur gleichen Zeit gründete der Ritter hier auch ein Augustinerinnenkloster, zu dessen Propst ein Priester des Klosters Lamspringe ernannt wurde. Neben zwei Nonnen aus dem Kloster Dorstadt zogen auch seine beiden Töchter und zwei Nichten des Ritters hier ein. Das Kloster wurde aber nur kurze Zeit betrieben, denn der Ritter weigerte sich, die Herrschaftsrechte an den Besitztümern des Klosters herzugeben, und so verlegte der Propst das Kloster zunächst nach Burgassel und dann nach Wülfinghausen.
Die Kirche aber blieb erhalten und bekam, wohl als Ersatz für die Verlegung des Klosters, um 1400 vom Fürstbischof Johann von Hoya ein Muttergottesbild geschenkt; wahrscheinlich handelte es sich hierbei um eine Steinstatue. Die Gläubigen, die zu dieser Statue pilgerten und sie verehrten, erhielten einen besonderen Ablass genehmigt, und so entwickelte sich die Kirche ab der Mitte des 14. Jahrhunderts zu einem Wallfahrtsort. Um die wachsende Zahl von Pilgern aufnehmen zu können, erhielt die Kirche 1419 eine Empore. Auch nach der Einführung der Reformation im Jahre 1568 ließ der Zustrom der katholischen Wallfahrer nicht nach. Dies war aber den evangelischen Kirchenoberen nicht recht und 1744 wurde die Marienstatue gegen den Willen der Engeröder aus der Kirche entfernt und nach Schloss Söder gebracht; heute ist diese Statue verschollen. Als Ersatz erhielten die Engeroder das Bild „Maria auf der Mondsichel“, das 1841 ebenfalls nach Schloss Söder gebracht wurde. In der Engeroder Kirche wurde später an dieser Stelle eine Holzplastik Marias aufgestellt.

## Kirchengebäude
Den Ursprung des Gebäudes bildet ein ehemaliger Wohnturm des Rittergutes. An diesen baute der Ritter Thietmar von Engerode 1236 eine im romanischen Baustil errichtete Kapelle an, die er der Jungfrau Maria weihte. Der ehemalige Wohnturm bildet heute das Kirchenschiff, das innen etwa 7 × 7 m groß ist und in dessen oberen Stockwerk die beiden Glocken der Kirche hängen. Daran schließen sich zwei Chorquadrate an, die sich nach Osten hin verjüngen. An die Nordseite des mittleren Chorraumes wurde später eine kleine Sakristei angebaut. Das Gebäude ist auch heute im Wesentlichen noch in seinem ursprünglichen Zustand erhalten. Bei Arbeiten im Jahre 1865 wurden zwei Eingänge an der Nord- und Südseite des Kirchenschiffes durch einen Eingang an der Westseite ersetzt. Bei diesem Umbau erhielt die Kirche auch größere Fenster, wodurch ein Teil der Malereien unwiederbringlich zerstört wurde. In diesem Jahr wurde auch die Empore erneuert. In den 1960er Jahren wurde das Kirchendach erneuert, die Empore wurde endgültig abgebaut. 1981 wurde das schiefergedeckte der Turmdach erneuert und das Gebäude erhielt einen neuen Anstrich. Die beiden Bronzeglocken erhielt die Kirche 1967.

## Malereien

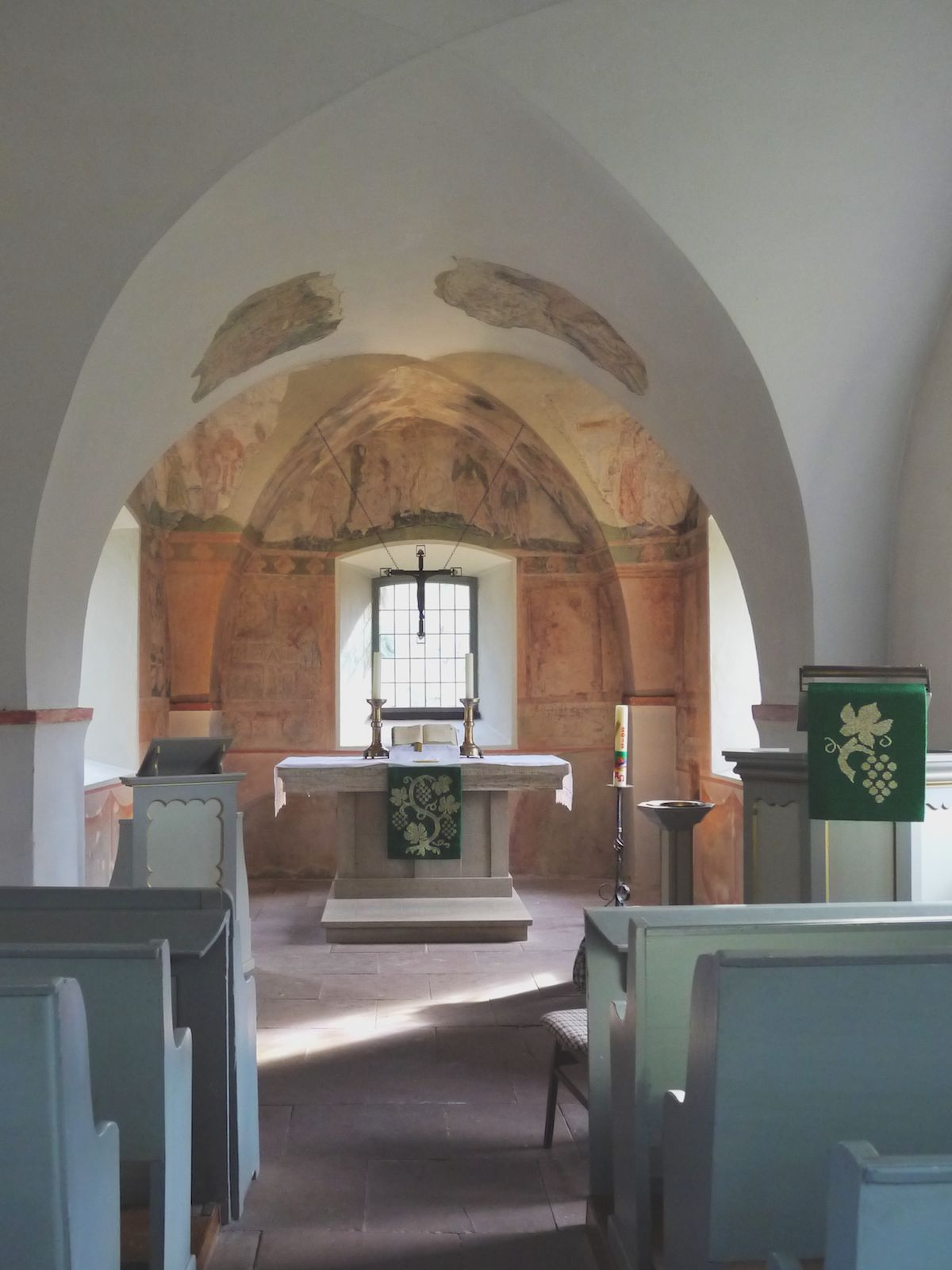
Blick in den Altarraum der Marienkirche
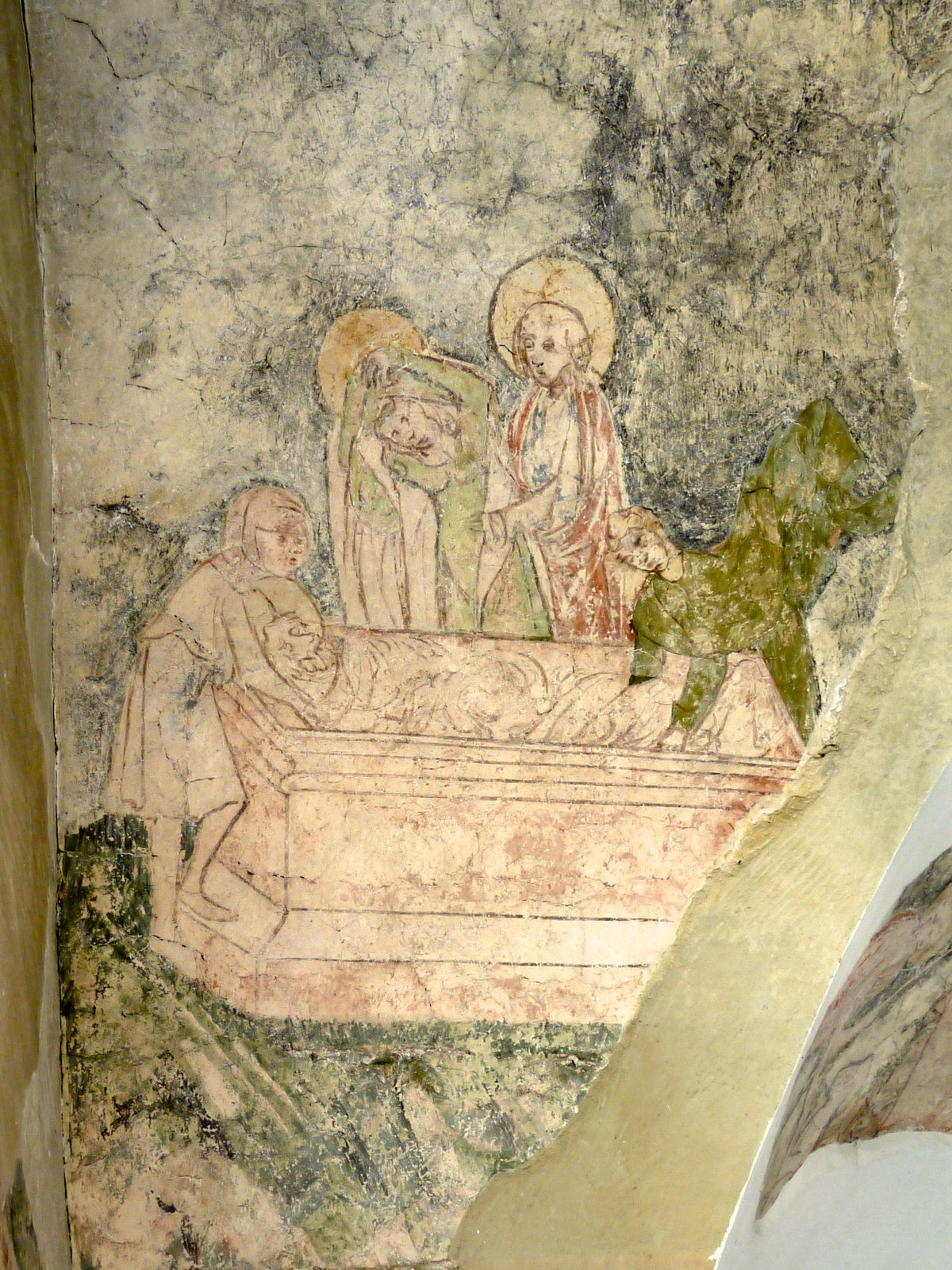
Wandmalerei Grablegung
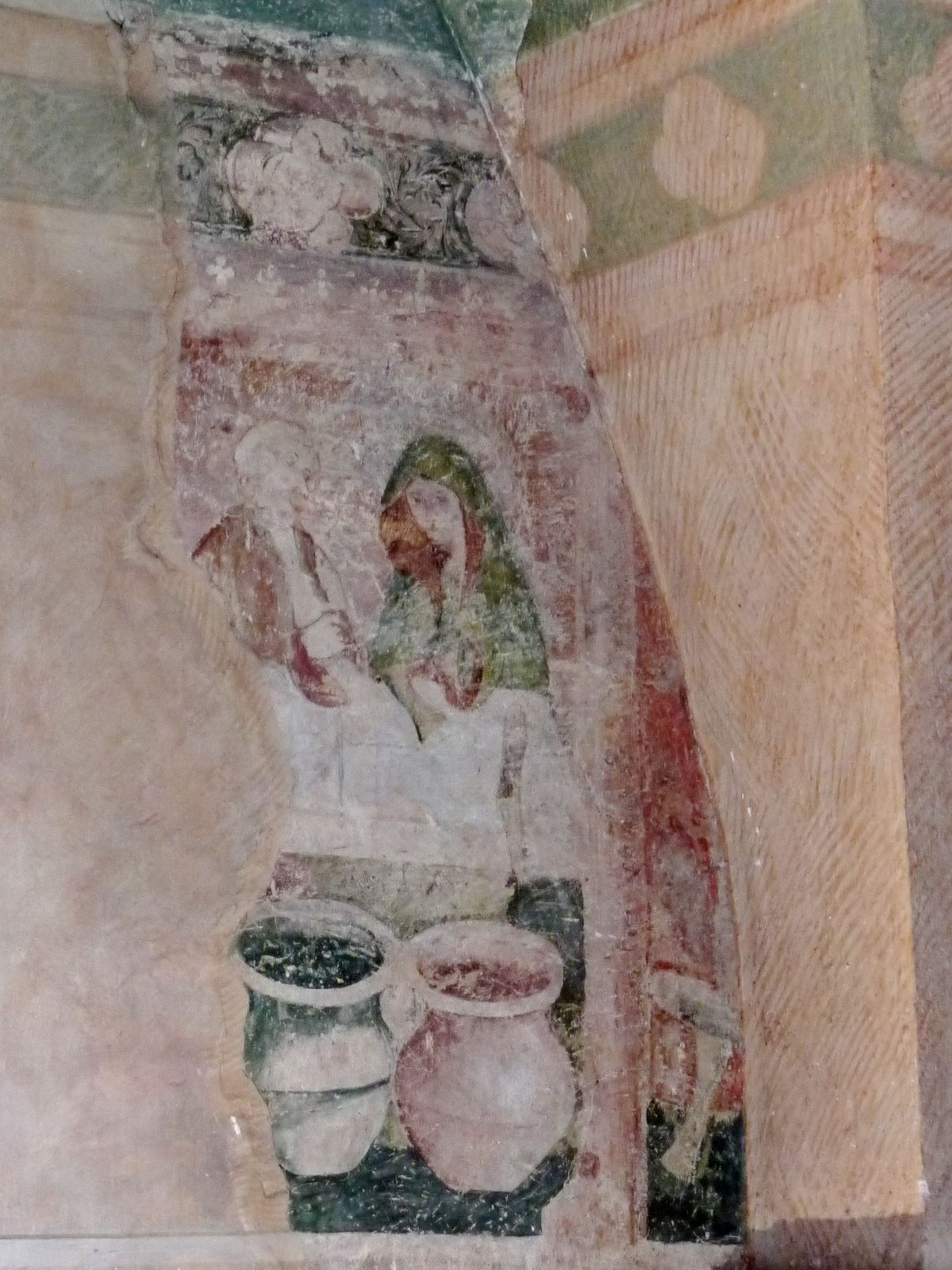
Wandmalerei Hochzeit zu Kana
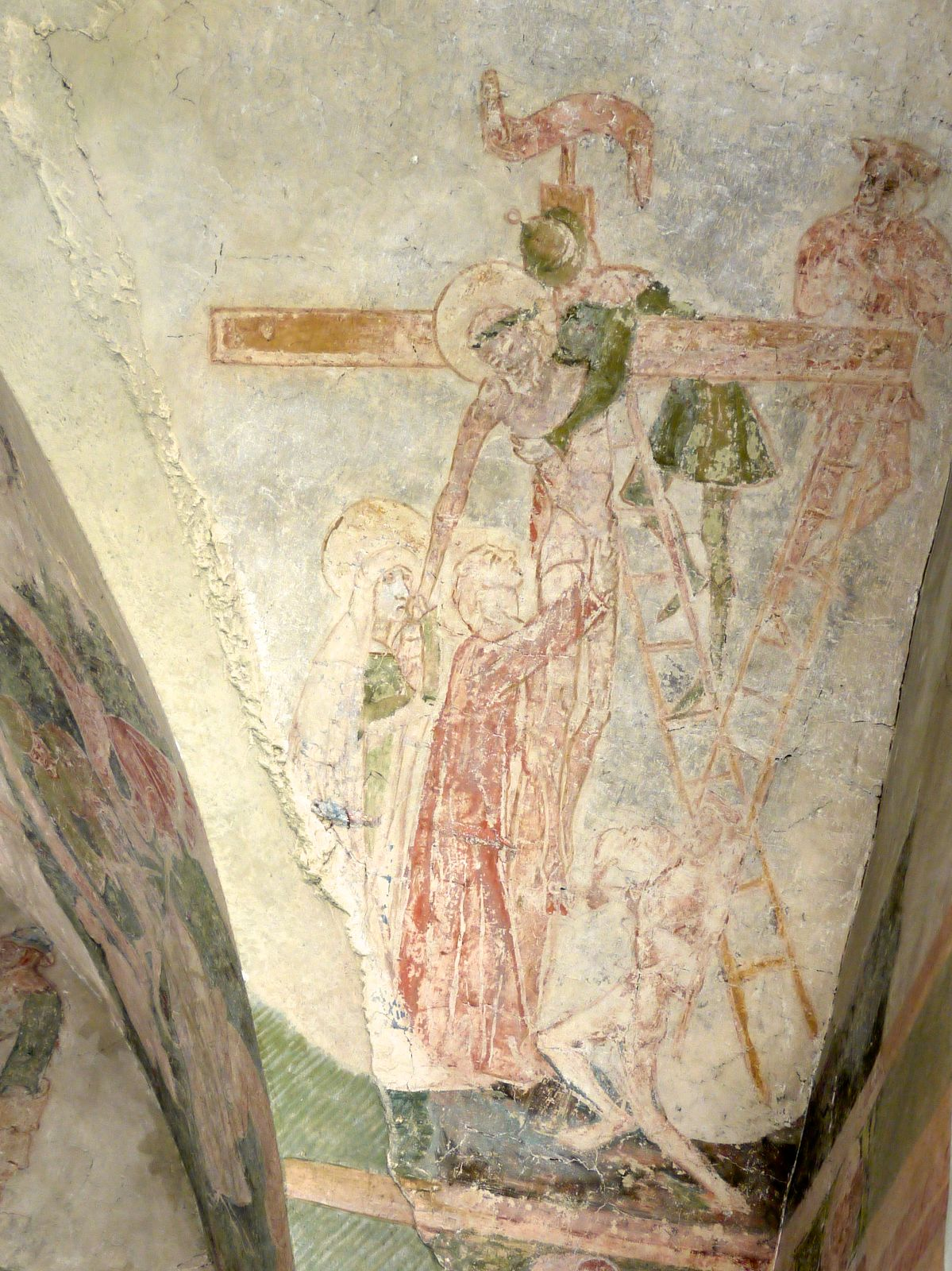
Wandmalerei Abnahme Christus vom Kreuz

Die St.-Marien-Kirche ist über die Grenzen Salzgitters hinaus durch ihre gotischen Gewölbe- und Wandmalereien bekannt geworden. In drei großen Wandgemälden und mehreren kleinen Darstellungen in den Gewölben haben unbekannte Künstler das Leben Christi dargestellt. Die gotischen Malereien stammen aus dem 15. Jahrhundert und wurden bei Renovierungsarbeiten 1959/60 von dem Restaurator Fritz Herzig aus Braunschweig freigelegt. Ursprünglich war wohl der größte Teil der Kirche ausgemalt, die meisten Gemälde wurden aber bei früheren Umbauarbeiten zerstört, so z. B. bei Vergrößerung von Fenstern im Jahre 1865, lassen aber dennoch den ehemaligen Gesamteindruck erkennen.
Der Zyklus der Malereien beginnt an der Nordwand des Chors und stellt verschiedene Ereignisse im Leben Christi dar. Links des nördlichen Fensters ist die „Taufe des Heilands“ dargestellt, auf der anderen Seite des Fensters die „Hochzeit zu Kana“, die Christus und Maria an einem Tisch zeigt. Links vom Altar die „Versuchung des Heilands“, zu sehen sind Christus und ein geflügelter Teufel, der auf einer gotischen Basilika hockt.
Im westlichen Gewölbe die Darstellung von der „Gefangenennahme Christi“ mit Judas, Christus, Petrus und Malchus. Daneben die Szene „Christus vor Pilatus“, in der der Heiland mit gefesselten Händen gezeigt wird, weiter Pilatus mit einem spitzen Hut, neben ihm sind drei Schergen zu erkennen. Das Gemälde über dem nördlichen Fenster ist nur halb erhalten, es zeigt die „Verspottung Christi“, in dem Christus von den Schergen die Dornenkrone aufgesetzt wird. Daneben die „Geißelungsszene“, in der Christus am Marterpfahl abgebildet ist, weiter sind drei Folterknechte zu erkennen. An der Nordseite des Deckengewölbes (zwischen „Geißelung“ und „Versuchung“) ist die „Kreuztragung“ dargestellt, sie zeigt Christus, davor einen Mann mit einem spitzen Hut, hinter ihm ein weiterer Mann und zwei Frauen.
Das Hauptbild hinter dem Altar zeigt die „Kreuzigungsszene“, in der Mitte Christus am Kreuz, man erkennt noch Johannes und Maria Magdalena, die bei der Jungfrau Maria stehen. An der Südseite des Deckengewölbes wird die „Teilung der Kleider Christi“ dargestellt, im nächsten Feld die „Abnahme des gestorbenen Heilands vom Kreuz“. Johannes nimmt hier mit empor gerecktem Arm den toten Leib Christi auf, daneben Maria, die den rechten Arm ihres toten Sohnes an ihr Gesicht hält. Das Gemälde über dem südlichen Fenster des Chores zeigt nur ein schemenhaftes Gesicht, wahrscheinlich handelt es sich um die „Beweinung Christi“. Daneben die „Grablegung Christi“ – hier senken zwei Männer den in ein Tuch gehüllten Leichnam in einen Sarkophag, daneben stehen Maria und Johannes. Als letztes Bild ist an der Decke die „Höllenfahrt“ zu sehen, die Szene zeigt Christus gegenüber einem aufgerissenen Höllenrachen, neben ihm ein weiterer Mann und zwei Teufel.

## Kircheninventar
Neben der Marienstatue, die 1744 entfernt wurde und an die heute noch eine hölzerne Marienfigur erinnert, besaß die Kirche nach einem Inventarverzeichnis von 1542 noch drei Kelche und eine vergoldete Kanne. Genannt wurde auch eine Monstranz mit silberner Mondsichel, die später wahrscheinlich nach Schloss Söder verbracht wurde. Ein geschnitzter gotischer Holzaltar, dessen Alter und Herkunft unbekannt ist, wurde 1865 an einen Händler verkauft.
Erhalten geblieben sind der Kirche die beiden auf dem Altar stehenden gotischen Messingleuchter und ein Taufteller. Weiter ein silbervergoldeter Abendmahlskelch, zu dem auch ein Oblatenteller gehört; beide stammen aus dem Jahr 1668 und wurden der Gemeinde gestiftet. Zum Inventar zählt auch ein barocker Degen, dessen Knauf mit Silberfäden umwickelt ist, die Herkunft dieses Degens und der Grund der Aufbewahrung in dieser Kirche sind ungeklärt. Das hölzerne Kreuz im Altarraum hatte die Gemeinde 1966 angeschafft und die Johannesfigur wurde der Kirche von Pfarrer Wosnitza geschenkt, dem ersten Pfarrer der katholischen Pfarrgemeinde des benachbarten Gebhardshagen.

## Kirchengemeinde
Die erste Nennung eines Pfarrers in Engerode stammt aus dem Jahr 1264, damals belegte sacerdos Werner das Amt des Pfarrherrn (rector ecclesiae). Spätere Dokumente benennen Heidenreich und seinen Vizepleban Elyas (1302) und 1386 einen Pfarrer Bertram. Die Kirche in Engerode gehörte damals zum Archidiakonat Gitter des Bistums Hildesheim. Als Herzog Julius von Braunschweig (1568–1589) im Jahr 1568 in seinem Lande endgültig die Reformation einführte, ließ der damalige Patron Christoph von Bortfeld die Kirchengüter einziehen. Seit dieser Zeit gibt es in Engerode keinen Pfarrer mehr. Die Kirche wurde zunächst von Groß Flöthe aus betreut, bis 1660 die benachbarten Ortschaften Gebhardshagen, Calbecht und Engerode einen Pfarrverband gründeten, dem die Gemeinde auch heute (2012) noch angehört.